# Oddelek za klasično filologijo, Filozofska fakulteta v Ljubljani
Oddelek za klasično filologijo je eden od oddelkov Filozofske fakultete Univerze v Ljubljani. Delovati je začel ob njeni ustanovitvi leta 1919.

## Zgodovina oddelka

### Medvojno obdobje
Prvi profesor za latinščino je bil Ivan Lunjak, po rodu Čeh: bil je eden redkih profesorjev, ki so na novoustanovljeni univerzi predavali v nemščini. Leta 1923 je katedro za grščino kot docent zasedel Fran Bradač. Honorarni predavatelji so bili Ivan Arnejc, Josip Pipenbacher, Jože Debevec in Ivan Maselj. Leta 1924 so kot prvi doktorirali Albin Vilhar, Josip Ilc ter Ivan Ambrožič.
V tem obdobju je študiral tudi Silvester Kopriva, avtor Latinske slovnice ter prevajalec slovenske poezije v latinščino.

### 1945-1970
Po vojni je bil Fran Bradač kot politično sporna oseba prisilno upokojen. Zamenjal ga je Anton Sovre, ki sicer ni imel doktorata, je pa bil pred vojno pomemben prevajalec iz klasičnih jezikov. Zaradi zapostavljanja grščine in latinščine v gimnazijski programih je po vojno letni vpis na oddelek upadel z 15-20 slušateljev na 4-6 ali manj. Zaradi slabšega predznanja študentov (sploh grščine) se je znižal obseg obvezne lektire. Eden osrednjih osebnosti je v tem obdobju bil Milan Grošelj. V tem obdobju je doktoriral Jože Mlinarič, eden najpomembnejših slovenskih medievistov.

### 1970-2005
Oddelek je raziskovalno dejavnost razširil tudi na srednjeveško in humanistično latiniteto. Za slednjo je bil največji strokovnjak Primož Simoniti. Od konca devetdesetih let se na oddelku prireja tudi tečaje novogrškega jezika. Za zunanje slušatelje je na voljo tečaj latinščine.

## Knjižnica
Knjižnica Oddelka za klasično filologijo je edina v Sloveniji, ki je specializirana za to področje. Med drugo svetovno vojno je v celoti pogorela. Danes šteje približno 16.350 enot. Leta 1963 je knjižnica s pomočjo subvencije sklada za pospeševanje kulturnih dejavnosti odkupila celotno strokovno knjižnico takrat preminulega profesorja Antona Sovrèta.  
V knjižnici najdemo več bolj ali manj popolnih zbirk klasičnih avtorjev (npr. Loeb Classical Library, Signorelli, Teubner, Érasme, …), posebej pa omenjamo dva pomembnejša leksikona: Paulys Realencyclopädie der classischen Altertumswissenschaft, ki je izhajal v letih 1894-1980 (v 75 zvezkih) ter Reallexikon für Antike und Christentum, ki izhaja od leta 1950 dalje.  
Knjižnica izposoja knjige in revije za 1 mesec, medtem ko študijsko gradivo za 1 teden. Slovarje, priročno literaturo, diplome, magistrska in doktorska dela so na voljo samo za v čitalnico.  

## Študijski programi
Z bolonjsko reformo je bil študijski program v akademskem letu 2009/2010 obnovljen. Tako na dodiplomski kot na podiplomski stopnji se izvajajo trije programi: dvodisciplinarna Latinski jezik, književnost in kultura ter Grški jezik, književnost in kultura (ob njiju mora študent izbrati še eno dvodisciplinarno študijsko smer), poleg teh dveh pa še enodisciplinarni program Antični in humanistični študiji. Program Grški jezik, književnost in kultura na podiplomski stopnji omogoča usmeritev v študij moderne grščine. Oddelek v sodelovanju z Oddelkom za zgodovino izvaja doktorski program Antične študije. Člani oddelka sodelujejo tudi v doktorskih programih Jezikoslovje in Književnost.
Študij je interdisciplinaren in se navezuje na področja kot so arheologija, muzeologija, zgodovina, umetnostna zgodovina, jezikoslovje in literarne vede. Alumni oddelka se usmerjajo med drugim v raziskovanje, prevajanje, publicistiko, založništvo, arhivistiko in turizem.